# Bellonia aspera
Bellonia aspera är en tvåhjärtbladig växtart som beskrevs av Carl von Linné. Bellonia aspera ingår i släktet Bellonia och familjen Gesneriaceae. Inga underarter finns listade i Catalogue of Life.